# SN 2005ap
SN 2005ap – wybuch supernowej odkryty 3 marca 2005 roku przez Roberta Quimby'ego, pracownika naukowego instytutu Caltech w Pasadenie. Supernowa zaobserwowana była w gwiazdozbiorze Warkocz Bereniki i była do niedawna najjaśniejszym zaobserwowanym w historii astronomii rozbłyskiem promieniowania gamma (obecnie rekordzistą jest GRB 130427A).
Supernowa należy najprawdopodobniej do tzw. typu II i znajduje się w odległości 4,7 miliarda lat świetlnych od Ziemi. Istnieją dwie hipotezy tłumaczące tak wielką eksplozję. Według pierwszej hipotezy supernowa musi być bardzo dużym obiektem, być może z wielką otoczką złożoną z materiału, który gwiazda odrzuciła przed samą eksplozją. Fala uderzeniowa, powstała na skutek eksplozji, rozgrzała otoczkę do bardzo wysokiej temperatury i spowodowała intensywne promieniowanie. Innym wyjaśnieniem może być to, że eksplozja była rozbłyskiem promieniowania gamma, zwykle oznaczającym powstanie czarnej dziury lub gwiazdy neutronowej. W przypadku takiej eksplozji obiekt emituje jednak dżety, czyli strumienie materii, która pędzi z prędkością bliską prędkości światła. Takich dżetów w przypadku SN 2005ap nie zaobserwowano – nie znaczy to jednak, że ich nie było. Po prostu mogły być skierowane w inną stronę.
Spekuluje się także, że mógł być wybuch nowej, nieznanej wcześniej supernowej typu hydrogen-poor super-luminous supernova lub że była to nowa kwarkowa.